# حدیث مدینة العلم
حدیث مدینة العلم یا حدیث باب مدینة العلم، که به فارسی روایت شهر علم یا روایت درب شهر علم گفته می‌شود؛ یکی از روایاتی است که از محمد در توصیف خویش و علی بن ابی‌طالب نقل شده است. سیوطی درباره این روایت معقتد است که این روایت به جهت نقل توسط ترمذی، حاکم و طبرانی، حسن بوده و قابل احتجاج است.

## متن روایت
روایت مدینة العلم به الفاظ مختلفی از محمد نقل شده‌است، از جمله:
- أنَا مَدینَةُ العِلمِ وعَلِیٌّ بابُها، فَمَن أرادَ العِلمَ فَلیَأتِ البابَ.
- أنَا مَدینَةُ العِلمِ وعَلِیٌّ بابُها، فَمَن أرادَ المَدینَةَ فَلیَأتِ البابَ.
- أنَا مَدینَةُ العِلمِ وعَلِیٌّ بابُها، فَمَن أرادَ العِلمَ فَلیَأتِ بابَ المَدینَةِ.
- أنَا مَدینَةُ العِلمِ وعَلِیٌّ بابُها، فَمَن أرادَ البابَ فَلیَأتِ عَلِیّا.
- یا عَلِیُّ، أنَا مَدینَةُ العِلمِ وأنتَ البابُ، کَذَبَ مَن زَعَمَ أنَّهُ یَصِلُ إلَی المَدینَةِ إلّا مِنَ البابِ.
- أنَا مَدینَةُ العِلمِ و عَلیٌّ بابُها، ولَن تُدخَلَ المَدینَةُ إلّا مِن بابِها.
- أنا دارُ العِلمِ وعَلِیٌّ بابُها.
- أنَا مَدینَةُ العِلمِ وعَلِیٌّ بابُها، فَمَن أرادَ العِلمَ فَلیَقتَبِسهُ مِن عَلِیٍّ.

### ترجمه
من شهر علمم و علی درب آن، هرکس اراده علم دارد، باید از درب آن بطلبد.

## در منابع
این روایت در منابع شیعی و سنی، به شیوه‌های مختلفی نقل شده‌است. این روایت در کتبی چون مستدرک علی الصحیحین، مناقب ابن مغازی، معجم‌الکبیر، تاریخ مدینة الدمشق، مناقب خوارزمی، احتجاج طبرسی، مناقب ابن شهر آشوب، تحف العقول، کنزل العمال، عیون اخبار الرضا، عوالی اللئالی، بدایة و النهایة، امالی طوسی، توحید صدوق، تفسیر فرات کوفی، الارشاد مفید و ینابیع المودة و... ذکر شده است.

## نقد
با وجود آنکه این روایت را بسیاری از علماء اهل سنت نقل کرده‌اند، با این حال ابن تیمیه این روایت را ضعیف و سست می‌پندارد. برخی در مقام پاسخ به ابن تیمیه، به راویان کثیر این روایت اشاره کرده‌اند، افرادی چون حاكم نيشابوري، ابن حجر عسقلانی، ذهبی، ابن كثير، ابوالمؤيد موفق بن أحمد و ابن أثير که این روایت را با قید صحت یا حسن نقل کرده‌اند.
ابن جوزی این حدیث را از همهٔ جهات نادرست خوانده‌است.
أبو أحمد بن عدی الجرجانی و محمد ناصرالدین آلبانی به دلیل روایت عبدالسلام هروی، صحت این سخن را رد کرده‌اند. محمدناصرالدین آلبانی در کتاب ضعيف الجامع،این حدیث را موضوع(جعلی) خوانده است.
شوکانی این حدیث را بی مبنا و نامعتبر میخواند.

## تحریف
برخی تحریف روایت فوق را به برخی از اهل سنت نسبت داده‌اند. بر اساس این ادعا، در برخی منابع اهل سنت به روایتی برخورد می‌شود که احتمالاً جعل از روایت مدینة العلم، در جهت ساخت فضیلت برای خلفای اهل سنت و دیگر صحابه است. متن روایت تحریف شده، به این شرح است: «أنا مدینة العلم و أبوبکر أساسها و عمر حیطانها و عثمان سقفها و علی بابها» ترجمه: «من شهر علم هستم و ابوبکر ستون‌های آن و عمر پنجره آن و عثمان سقفش و علی، درب آن است.»